# Lazzaro De Maestri
Lazzaro De Maestri (Savona, 15 marzo 1840 – Savona, 28 settembre 1910) è stato un pittore italiano.

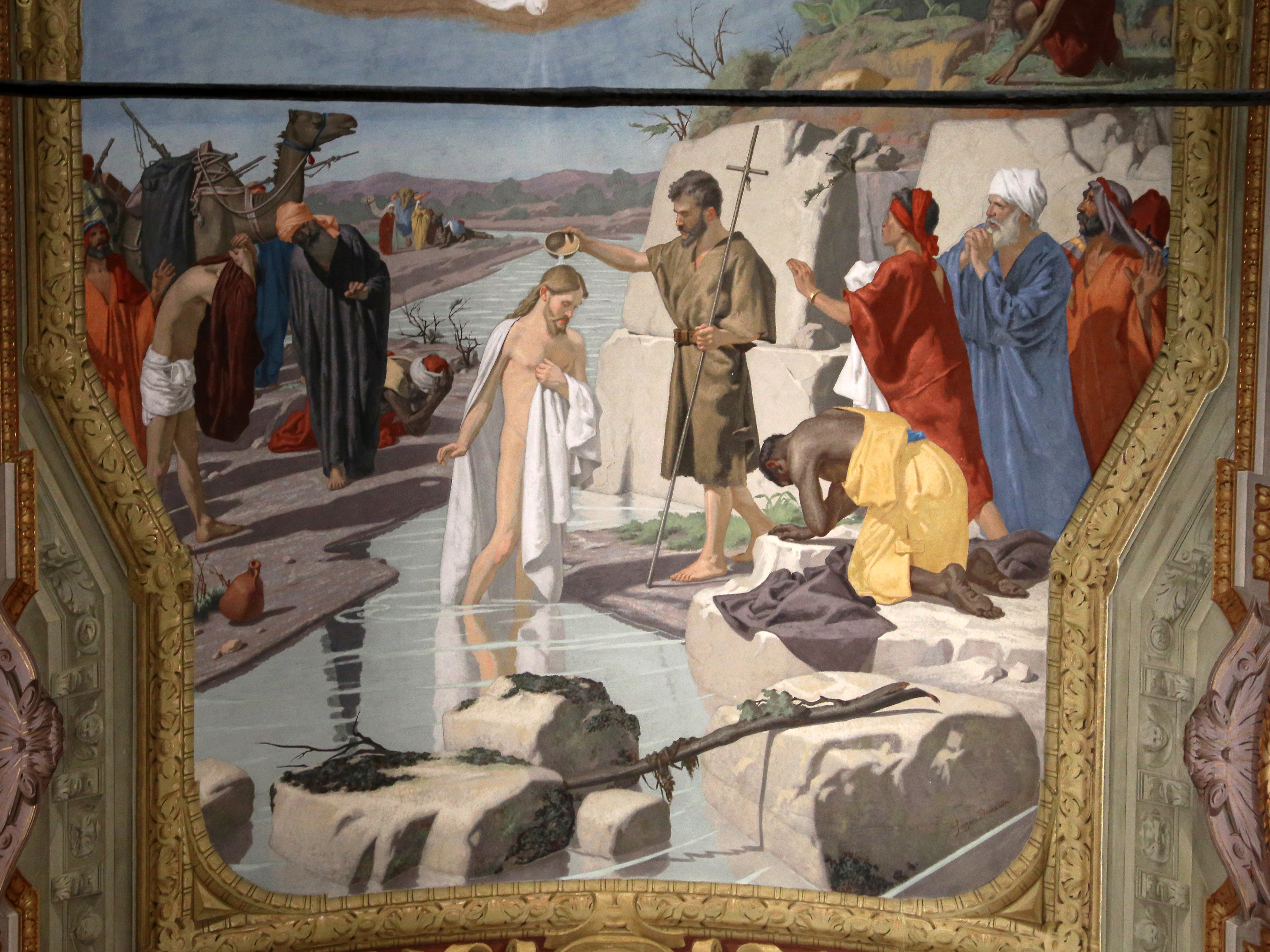
Battesimo di Cristo nella volta della chiesa di San Giovanni Battista in San Domenico a Savona

I genitori erano Domenico De Maestri e Caterina Casaccia.

## Gli studi
Dal 1856 frequenta la Scuola di Disegno fondata dalla Società Economica di Savona. Rimane orfano dall'età di 16 anni, e lavora e studia allo stesso tempo. Esegue disegni per gli intarsiatori savonesi. Per le sue capacità il comune di Savona gli concede alcuni sussidi per continuare gli studi. Nel 1857 consegue la medaglia d'incoraggiamento per una testa della Niobe
Dal 1860 al 1866 passa All'Accademia Ligustica di Belle Arti di Genova. Nel 1861 riceve una menzione onorevole per il disegno del nudo e nel 1862 vince la medaglia d'argento dorata dell'anno. Frequenta lo studio del pittore Giuseppe Frascheri, rappresentante della pittura accademica genovese.
Nel 1863 nella parrocchiale di Roviasca presso Savona dipinge nel Sancta Sanctorum il medaglione con la “Incoronazione della Madonna della SS. Trinità” e nella volta della navata principale San Sebastiano. Nel 1865 dipinge nella chiesa dei Carmelitani di San Pietro in Savona.
Si specializza a notevole livello nell'affresco.
Nel 1868 l'Accademia Ligustica di Genova gli assegna la pensione, dedotta dal lascito Marchese Marcello Luigi Durazzo per studiare tre anni a Firenze e due a Roma. A Firenze Lazzaro De Maestri conosce il pittore fiorentino Stefano Ussi (1822-1901). De Maestri matura in questi anni il suo stile, aggiornandolo all'ambiente accademico fiorentino. 
Il suo è uno stile accurato, proprio dei migliori canoni accademici allora in voga. Certamente non fu un pittore d'avanguardia, ma padroneggiò nel migliore dei modi la tecnica e gli artifizi pittorici, presentando spesso spunti originali. Dalla pittura di storia dell'Accademia fiorentina impara a riprendere gli eventi nei loro dettagli, rifacendosi per quanto possibile ad una precisa documentazione. Sfrutta al meglio le tecniche, ha ottime capacità nella resa della luce, un disegno impeccabile, che sfrutta per coinvolgere l'osservatore in una sentita partecipazione della scena. Non dimentica l'osservazione dal vero, nella quale presenta personali invenzioni.

## Le opere
Nel 1872 torna a Savona.
Don Giacomo Piccone gli commissiona gli affreschi della parrocchiale di San Martino di Stella: nel Sancta Sanctorum affresca un medaglione con la Incoronazione della Madonna. Nel 1875 il vescovo di Savona e Noli, mons. Cerruti, gli commissiona i due quadri ai lati dell'altare della Cattedrale di Noli con La liberazione di San Pietro dal carcere e il Ravvedimento di San Pietro. Nella Civica Pinacoteca di Savona è conservato il disegno-studio del San Pietro in carcere liberato da un Angelo. È uno dei suoi migliori disegni preparatori (eseguiti in carboncino, talora acquarellati), quasi opera autonoma per l'effetto raggiunto.
Viene chiamato a dipingere da illustri casate liguri quali i Balbi e gli Astengo.
Per il Duomo di Savona esegue varie opere tra il 1879 e il 1884. Nella cappella della Madre Misericordiosa - committente Giacomo Balbi - lascia un affresco e due opere su tela: La Benedizione dei Fanciulli (1880), e la Donna Adultera. Nel 1884 affresca tre delle cappelle votive che segnano il percorso da Savona al Santuario, tra le quali nove erano state danneggiate dell'alluvione del Letimbro del 1857. De Maestri dipinge nel 1884 la prima cappelletta con l'Apparizione di N.S. della Misericordia al colono Antonio Botta, dipinto oggi non in buono stato.
Il 22 febbraio 1887 De Maestri completa l'affresco della volta principale della parrocchiale di Diano Marina, con La Vergine del Carmelo che porge lo scapolare a San Simone Stock. Il giorno dopo il terribile terremoto di Diano Marina distrugge tutto; non ne resta che lo studio, sempre nella Civica Pinacoteca di Savona. Sempre in conseguenza del terremoto di Diano Marina, De Maestri è chiamato a riparare la chiesa di Albissola Marina, essa pure danneggiata dal sisma.
Tra il 1889 e il 1890 a Sassello De Maestri per la chiesa della SS. Trinità dipinge i medaglioni, i tre maggiori (di mt 9 x 5) con scene sul tema della Trasfigurazione, i minori con Adamo ed Eva e l'Incoronazione della Madonna. In Sant'Ambrogio di Varazze dipinge la Discesa dello Spirito Santo e le Nozze di Cana. Nel 1893 il marchese Giacomo Balbi gli affida l'affresco del medaglione di Santa Maria di Nazareth a Sestri Levante, con la Nascita della Vergine. Sempre nella stessa chiesa la marchesa Isabella Sertori gli commissiona il secondo medaglione con i Trionfi del Crocefisso, che riprende nella composizione l'Esaltazione della Croce, il bassorilievo di Giovanni Duprè della lunetta della porta centrale della chiesa di Santa Croce in Firenze. Il cavalier Giacomo Tanlongo per la terza medaglia gli chiede il tema della Disputa di Caterina d'Alessandria davanti all'imperatore Massimino. Delle opere per privati, De Maestri dipinge nella casa in corso Colombo a Savona del cavalier Emanuele Colmaro l'allegoria della costruzione navale.
Nel 1895 per la chiesa dei SS. Giovanni Battista e Domenico De Maestri dipinge tre grandi medaglie: Visitazione, il Battesimo di Gesù, la Decollazione del Battista. Appena terminata la medaglia della Visitazione, l'allora Ministro savonese Paolo Boselli, osservata e apprezzata l'opera, gli fu largo di lodi e lo fece nominare Cavaliere della Corona d'Italia. Domenico Buscaglia che in questa opera con lui collabora come Ornatista per la magnificenza dell'opera gli chiede quattro figure che il De Maestri esegue dipingendo, i Profeti – Isaia, Geremia, Daniele, Ezechiele.
Nel 1899 nella volta di villa Balbi ad Albisola Capo De Maestri riprende l'iconografia da lui realizzata per la cappella della via del Santuario del 1884.

## San Dalmazzo di Lavagnola
Il capolavoro riconosciuto è l'ultima sua opera, del 1905. La realizza per la parrocchiale di San Dalmazzo di Lavagnola presso Savona. Qui era stato chiamato a dipingere già nel 1875, ma allora per un mancato inizio dei lavori nell'anno seguente, la Fabbriceria aveva affidato l'esecuzione delle pitture a Tommaso Ivaldi detto "il muto". 
Si tratta di un rinnovo pittorico della chiesa, il restauro delle tre navate su progetto di Domenico Buscaglia, in cui le spese furono sostenute con pubbliche lotterie e grazie a benefattori tra i quali la nobildonna Costanza Rocca di Cantagalletto. Una grande medaglia doveva occupare il posto d'onore della volta maggiore e, per il tema di questa, veniva stabilita La Predicazione di S.Dalmazzo in Liguria. Il De Maestri opera qui in un contesto di pittori, tutti epigoni di uno stile che sta per scomparire alle soglie del Novecento, terminando l'opera entro il 1906-907. Le pitture di ornato sono dei suoi cugini Antonio e Francesco Bertolotto, discepoli del Buscaglia; Pietro Zerbi esegue le indorature; i fratelli Galeotti gli zoccoli di marmo. Il genovese Luigi Gainotti dipinge due medaglioni ("l'Adorazione del SS.mo Sacramento" e la "Gloria degli Angeli".
De Maestri tra questi artisti rappresenta la figura di maggiore spicco; gli è lasciata la parte più in vista, la volta maggiore centrale dove affresca "San Dalmazio che predica in aperta campagna a Lavagnola". In questo affresco la scena è bagnata da una nitida e ferma luce atmosferica, le figure mostrano tutta la raggiunta abilità del pittore in fatto di disegno e costruzione luminosa con velature e lumeggiature immobili. E in più riproduce, al dettaglio, sullo sfondo la costa a Ponente di Savona, in cui si distingue l'isola di Bergeggi e i monti circostanti che degradano sul mare.
Muore poco tempo dopo, il 28 settembre 1910.